# Ниренберг, Маршалл
Маршалл Уоррен Ни́ренберг (англ. Marshall Warren Nirenberg; 10 апреля 1927, Нью-Йорк — 15 января 2010, Нью-Йорк) — американский биохимик и генетик, лауреат Нобелевской премии по физиологии и медицине в 1968 году (совместно с Робертом Холли и Харом Гобиндом Кораной) «за расшифровку генетического кода и его роли в синтезе белков».
Член Национальной академии наук США (1967).

## Биография
Родился 10 апреля 1927 года в Бруклине в семье выходцев из Российской империи Харри Эдварда Ниренберга и Минервы Быковской. С 1941 года семья жила в Орландо (штат Флорида), где его отец управлял молочной фермой и основал Конгрегацию (общину) либерального иудаизма. Весь подростковый период Ниренберг развивал своё научное и эстетическое восприятие мира. В 1944 году поступил в Флоридский университет, где в 1948 году получил степень бакалавра наук, а в 1952 году — степень магистра зоологии. В 1957 году Маршалл стал кандидатом биохимических наук, написав диссертацию о поглощении гексоз опухолевыми клетками. Эта работа лежала в основе первой опубликованной им статьи и сформировала руководство для его дальнейших исследований после аспирантуры. С 1957 по 1962 год работал в Национальных институтах здоровья в Бетесде. В 1962 году возглавил Отдел биохимической генетики в Национальном институте сердца (ныне Национальный институт сердца, лёгких и крови), однако в 1966 году вернулся в Национальный институт здоровья.
В 1961 году женился на химике Пероле Зальцман (ум. 2001), выпускнице Университета Рио-де-Жанейро, а в 2005 году — на Мирне Вайссман, профессоре эпидемиологии и психиатрии Колумбийского университета и руководителе отдела клинико-генетической эпидемиологии в Институте Психиатрии штата Нью-Йорк.
Умер 15 января 2010 года от рака в Нью-Йорке.

## Научная деятельность
В 1959 году Ниренберг начал изучать взаимодействия между дезоксирибонуклеиновой кислотой (ДНК) и рибонуклеиновой кислотой (РНК), а также производство белков.

### Генетика, 1959—1962
Наряду со специально обученными генетиками, Ниренберг хотел узнать является ли РНК чем-то вроде химической взаимосвязи, или «мессенджером», между ДНК и белками. Ниренберг, однако, не имел формального опыта в молекулярной генетике. Он всего лишь посещал вечерние курсы, посвящённые генетике, предназначенные для учёных из Национального Института Здоровья, которые были заинтересованы в проведении междисциплинарных исследований.
В 1960 году к Ниренбергу совместно с Дж. Генрих Маттеи начал изучение нуклеотидов. Продолжая одну из последних работ швейцарского генетика Альфреда Тиселиуса, Ниренберг и Маттеи решили создать так называемую «бесклеточную среду», которая позволила бы им выяснить, как же осуществляются многоступенчатые механизмы РНК без учёта нормальных биологических процессов клетки, которые могли бы помешать молекулярной активности. В качестве модели для исследований была выбрана кишечная палочка Escherichia coli.
Ниренберг и Маттеи вне бактерии создали синтетическую молекулу РНК и экспрессировали её в E.coli. Они обнаружили, что их синтетическая РНК способствовала присоединению фенилаланина к концу растущей цепочки из аминокислот, выступающей в роли предшественника белков. Ниренберг и Маттеи заключили, что следовые количества урацила способствовали синтезу фенилаланина. В августе 1961 года Ниренберг и Маттеи опубликовали свою, теперь уже классическую работу: «Зависимость бесклеточного синтеза белка в E. Coli от происхождения природного или синтетического полирибонуклеотидов», в Трудах Национальной академии наук. В том же месяце, Ниренберг представил версию своих заключений касательно поли-U экспериментов небольшой группе, состоящей из примерно тридцати учёных, на Международном конгрессе по биохимии в Москве.
В начале 1960-х годов синтезировал полиурациловую кислоту (молекулу РНК, содержащую только один нуклеотид — урацил) и использовал её в качестве матричной РНК. Вслед за этим открытием эксперименты с синтетической РНК были расширены, и расшифрованы кодоны для лизина, пролина. Впоследствии трёхбуквенное обозначение кодона стало своего рода парадигмой. С помощью каждого из четырёх нуклеотидов, занимающих место в трехбуквенной системе кодона, Ниренберг быстро вывел, что существует 64 возможные комбинации (4 x 4 x 4) трехбуквенных кодонов. В 1966 году Ниренберг расшифровал все кодоны РНК для всех двадцати природных аминокислот.
В разговоре 1967 года Ниренберг охарактеризовал РНК как «робота», цель которого состояла в том, чтобы повиноваться командам ДНК и выполнять жизненные генетические инструкции. «Человек, — подметил Ниренберг, теперь понимает язык цивилизации, которая написала довольно элементарные сообщения в понятной для роботов форме, и через такие тексты общается непосредственно с роботом. Роботы читают и искренне выполняют инструкции».
В 1968 году Ниренберг получил Нобелевскую премию по физиологии и медицине за его работу по «интерпретации генетического кода и его функции в синтезе белка». Он разделил премию с Робертом В. Холли и Харом Гобиндом Кораной.

### Нейробиология, 1965—1969
С 1965 года Ниренберг стал изучать нейробиологию по аналогии с молекулярной биологией. Ниренберг изучал нервные коды, используя концептуальные и экспериментальные научные подходы, которые были успешны в его работе с генетическим кодом. Он искал общие правила кодирования: стремился идентифицировать основные единицы информации, охотился за общей логикой системы и немедленно начал обдумывать, какие биологические системы он мог бы использовать для изучения нейронной сети и её кода.
Ниренберг рассматривал различные аспекты нервного кода больше года, но его размышления никогда не превращались к публикацию.

### Исследование нейробластомы, 1967—1976
Ниренбергское исследование нейробластомы было одним из первых, где нейробиологи использовали тканевые культуры как экспериментальный метод, который сейчас распространён в данной области. Ниренберг мог выращивать специфичные клеточные линии, основываясь на характерных особенностях, таких как, скорость роста нейронов, их чувствительности к морфию, или, каким образом нейроны синтезируют заданный медиатор. Ниренберг совместно с Филиппом Нельсон вырастили большое разнообразие клеточных линий и даже создали банк клеток для хранения разных штаммов.
В начале 1970-х, Ниренберг также использовал нейробластомную систему для изучения влияния морфия на нервную систему. Вместе с Вернером Кли он создал нейробластомную клеточную линию, характеризующуюся необычно высоким процентом морфиновых рецепторов. Ниренберг и Кли обнаружили, что для того, чтобы урегулировать уменьшение количества аденилатциклазы, мозг выделяет её намного больше обычного. Если убрать стимуляцию морфием, повышенный уровень выделения аденилатциклазы содействует накоплению этого вещества в мозге.
Ниренберг изучал нейробластому более десяти лет. Модельная система дала ему универсальный инструмент для исследования замысловатых особенностей нервной системы. Стоит подчеркнуть, что нейробластомная система позволила Ниренбергу использовать много концептуальных и методичных подходов из биохимии и молекулярной биологии в абсолютно новой области исследований.

### От нейробластомы к гомеобоксным генам, 1976—1992
Исследования Ниренберга, в которых использовались нейробластома и эмбриональные клетки, внесли значительные перспективы для различных биомедицинских направлений. Культуры идентичных клонированных клеток привнесли экспериментальную альтернативу сложной смеси типов клеток, присутствующих в нормальной нервной системе. Ещё в 1975 году Ниренберг и его группа использовали эти клетки для разработки методики диагностики и анализа нервно-мышечных расстройств.
Ниренберг создал проект по изучению формирования нейронных синапсов в куриной сетчатке. Он обнаружил, что клеточная сетчатка может быть разобщена (отделена), затем восстановлена, и при этом все равно происходит воссоздание синапсов. Подобно клеткам нейробластомы, клетки сетчатки послужили важной моделью для объяснения процесса формирования синапса. Используя куриную сетчатку, Ниренберг разработали способ проверить предсказание Сперри о том, что существует некая молекулярная топографическая карта, присутствующая в сетчатке. Ниренберг использовал генетически идентичные белки, клонированные в лаборатории, называемые моноклональными антителами. Экспонируя моноклональные антитела для взаимодействия с антигенами из различных частей сетчатки, он показал, что антитела распознают конкретные антигенные молекулы, распределённые в виде уникальной структуры на сетчатке.
Ниренберг опубликовал свои результаты в статье 1981 года в Трудах Национальной академии наук, «Топографический градиент молекул в сетчатке может быть использован для идентификации местоположения нейронов». В дальнейшем Ниренберг выделил молекулу белка, которая узнавалась антителом, и опубликовал результаты в работе 1986 года: «Выделение мембранного белка, распределённого в соответствии с топографическим градиентом в куриной сетчатке».
К 1985 году лаборатория биохимической генетики Ниренберга использовала новый метод для разработки огромных собраний ДНК-последовательностей, известных как ДНК-библиотеки. Это позволило Ниренбергу провести сравнительный анализ генетического состава клеток человека и клеток животных.
Ключевые статьи, такие как «Формирование синапсов гибридными клетками нейробластомы», которая была опубликована в 1983 году, показали, что биологические факторы и факторы среды могут влиять на генную экспрессию в нервной системе. Так Ниренберг перешёл к изучению гомеобоксных генов.
Для Ниренберга, изучение генов обеспечило существование «экспериментальной системы», которая могла быть использована для определения взаимосвязи между конкретными генами и физическим развитием организма — надежда на то, что знания, полученные из исследования дрозофилы, могут быть применены к людям. Рукописный план доклада исследовательского проекта с 1992 года показывает, что исследования на NK-2 гомеобоксных генах позволили группе Ниренберга «предсказать с высокой степенью уверенности» взаимосвязь между генетическими программами и развитием части центральной нервной системы дрозофилы. Ниренберг предсказал, что «похожая, но слегка изменённая стратегия» может быть использована для объяснения формирования нервной системы человека.

## Социальная и политическая активность
Ниренберг защищал понятие специфической ответственности учёных перед обществом. Обращаясь к будущему научного запроса в рукописном примечании в 1966 году, Ниренберг использовал слова известного вирусолога Сальвадора Лурия, чтобы объяснить, что «внедрение науки в человеческие дела налагает на её практиков неизбежную ответственность».
Как защитник социального сознания и экстраординарной ответственности учёных, Ниренберг способствовал различным социальным вопросам и политическим проблемам, часто участвовал в общественных дебатах в пределах научного сообщества. Оценивая этические и моральные значения исследований генетики в передовой статье 1967 года в журнале Science, он отметил, что расширение научных знаний могло скоро привести к «власти человека сформировать его собственную биологическую судьбу. Такая власть может использоваться мудро или неблагоразумно для пользы или вреда человечеству.»
В 1992 году Ниренберг подписал «Предупреждение человечеству».
В феврале 1998 года он подписал письмо от Американского Общества Цитобиологии президенту Биллу Клинтону и членам американского конгресса, противостоящее клонированию человека до тех пор, пока это явление «несознательное и неосторожно препятствует биомедицине, важной для понимания и возможной профилактики человеческой болезни.» Ниренберг также поддержал заявление в пользу изучения стволовых клеток, подписанное ещё восьмьюдесятью лауреатами Нобелевской премии и отданное президенту Джорджу У. Бушу в 2001 году. Далее, символизируя беспокойство о применении научных работ в биомедицине, в апреле 2002 года он присоединился к сорока американским нобелевским лауреатам в поддержку терапевтического клонирования.
В 1997 году, наряду с 148 выдающимися химиками и двумя лауреатами Нобелевской премии, Ниренберг убедил американский Сенат ратифицировать Соглашение о химическом оружии. Он продемонстрировал своё беспокойство о распространении ядерного оружия, когда присоединился к нобелевским лауреатам в письме Биллу Клинтону в 2000 году, выступая против развития программы по антибаллистическим ракетам.

## Награды и отличия
- 1965 — Национальная научная медаль США
- 1965 — избран членом Американской академии искусств и наук
- 1968 — Нобелевская премия по физиологии и медицине
- 1968 — National Medal of Honor
- 1968 — медаль Пристли Американского химического общества
- 1968 — медаль Франклина
- 1968 — Премия Луизы Гросс Хорвиц
- 1968 — Премия Альберта Ласкера за фундаментальные медицинские исследования
- 2001 — избран членом American Philosophical Society
- почётные степени университетов Мичигана, Чикаго, Виндзора, Йельского университета, Университета им. Джорджа Вашингтона, Вейцмановского института (Израиль) и др.

## Основные труды
- «Будет ли общество готово?», август 1967 г.
- «Расшифровка генетического кода»,1968 г.
- статья «Локализация рецептора ацетилхолина во время синаптогенеза в сетчатке», 1976 г.
- Топографический градиент молекул в сетчатке может быть использован для идентификации местоположения нейронов // Труды национальной Академии Наук, 1981 г.
- «Формирование синапсов гибридными клетками нейробластомы», 1983 г.
- «Выделение мембранного белка, распределённого в соответствии с топографическим градиентом в куриной сетчатке», 1986 г.
- «NK-Гомеобоксные гены дрозофилы», 1989 г.